# Josee, el tigre i els peixos (pel·lícula de 2020)
Josee, el tigre i els peixos (ジョゼと虎と魚たち, Joze to Tora to Sakana-tachi) és una pel·lícula d'animació japonesa d'amor, comèdia i drama estrenada l'any 2020. Es basa en el relat del mateix nom de Seiko Tanabe. La pel·lícula compta amb les veus protagonistes de Taishi Nakagawa i Kaya Kiyohara. Està dirigida per Kotaro Tamura i guionitzada per Sayaka Kuwamura. Els dissenys originals de personatges estan fets per Nao Emoto (va crear-ne un manga relacionat) i els dissenys animats per Haruko Iizuka (que va fer de cap supervisora d'animació). Bones n'és l'estudi productor.
La pel·lícula va arribar al novè lloc a la taquilla japonesa a la primera setmana d’estrena. En català es va estrenar el 10 de setembre de 2021.

## Repartiment
| Personatge              | Japonès           | Català           |
| ----------------------- | ----------------- | ---------------- |
| Tsuneo Suzukawa         | Taishi Nakagawa   | Masumi Mutsuda   |
| Josee (Kumiko Yamamura) | Kaya Kiyohara     | Clara Schwarze   |
| Mai Ninomiya            | Yume Miyamoto     | Nerea Alfonso    |
| Hayato Matsūra          | Kazuyuki Okitsu   | Marcel Navarro   |
| Kana Kishimoto          | Lynn              | Àngels Ribalta   |
| Chizu Yamamura          | Chiemi Matsutera  | Maria Luisa Solà |
| Cap Nishida             | Shintarō Moriyama | Luis Gustems     |
| Metge                   | Masaki Terasoma   | Roger Pera       |
| Fujita                  | Jin Urayama       | Artur Rius       |
| Professor Sasaki        | Kanji Obana       | Jordi Pineda     |
| Encarregat d'estació    | Lily              | Ivan Cánovas     |
| Yukichi (gat)           | Kengo Kawanishi   | -                |

## Música
Evan Call va compondre la música de la pel·lícula. Eve va interpretar la cançó "Shinkai" i el tema final "Ao no Waltz" de la pel·lícula.

## Estrena
La pel·lícula s'havia d'estrenar inicialment a mitjan 2020, però es va retardar fins al 25 de desembre de 2020 a causa de la pandèmia de COVID-19. En català es va estrenar el 10 de setembre de 2021.